# Bernd Schneider (nogometaš)
Bernd Schneider, nemški nogometaš, * 17. november 1973, Jena, Vzhodna Nemčija.
Schneider je igral za nemško reprezentanco in klube Carl Zeiss iz Jene, Eintracht Frankfurt in Bayer 04 iz Leverkusna. Po težki poškodbi hrbta je leta 2009 zaključil nogometno kariero.  